# Raúl Medeiros
Raúl Medeiros (Santa Cruz de la Sierra, 2 de fevereiro de 1975) é um ex-futebolista boliviano que atuava como meia.

## Carreira
Raúl Medeiros integrou a Seleção Boliviana de Futebol na Copa América de 1995.